# Блуґово (гміна Злотув)
Блуґово (пол. Bługowo) — село в Польщі, у гміні Злотув Злотовського повіту Великопольського воєводства.
Населення — 284 особи (2011).
У 1975-1998 роках село належало до Пільського воєводства.

## Демографія
Демографічна структура станом на 31 березня 2011 року:
|          | Загалом | Допрацездатний вік | Працездатний вік | Постпрацездатний вік |
| -------- | ------- | ------------------ | ---------------- | -------------------- |
| Чоловіки | 137     | 35                 | 86               | 16                   |
| Жінки    | 147     | 38                 | 85               | 24                   |
| Разом    | 284     | 73                 | 171              | 40                   |